# Bonaventure Giraudeau
Pour les articles homonymes, voir Giraudeau.
Bonaventure Giraudeau, né  à Saint-Vincent-sur-Jard le 1er mai 1697 et mort le 14 septembre 1774 aux Sables-d'Olonne, est un jésuite français, helléniste et hébraïsant. 
Il est professeur au collège de La Rochelle.

## Ouvrages
- Abrégé de la grammaire hébraïque, 1758
- L'Aixiade ou l’Isle d’Aix conquise par les Anglais, 1757
- Dictionnarium hebraicum chaldaïcum et rabbinicum, 1777
- Évangile médité et distribué pour tous les jours de l’année, 1773, 12 vol
- Histoires et paraboles du P. Bonaventure, 1766
- Introductio in linguam gracam, 1739, 2 vol
- Introduction à la langue grecque, 1751-55, 5 vol
- Lettre sur la grammaire de Masclef
- Praxis linguae sacrae, La Rochelle, l767
- Ulysse, poëme héroïque